# Diáspora dominicana

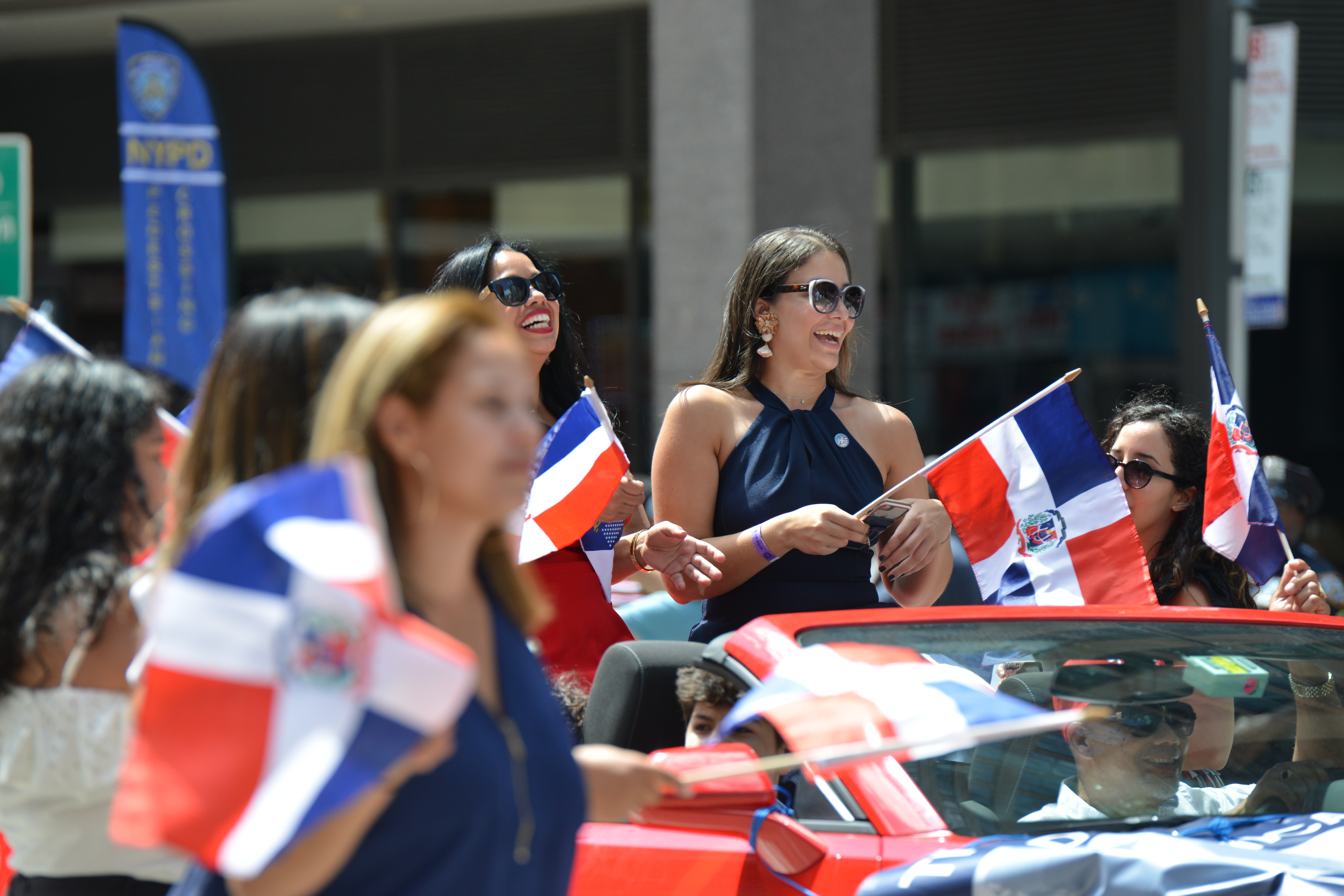
Personas de República Dominicana en el desfile del Día Dominicano en Nueva York. Los dominicanos celebran la cultura en 2019.

Bandera de la República Dominicana.

La diáspora dominicana está formada por dominicanos y sus descendientes que viven fuera de la República Dominicana . Entre los países con un número significativo de dominicanos se incluyen Estados Unidos y España.   Estos dos países mantienen relaciones históricas con la República Dominicana y, como resultado, se han convertido en los principales destinos para numerosos migrantes. Muchos dominicanos emigran a Estados Unidos vía Puerto Rico en balsas. 
Alrededor de 2,5 millones de personas con raíces dominicanas residen fuera del país, motivadas principalmente por razones económicas, educativas y la búsqueda de estabilidad política. 
Los dominicanos empezaron a emigrar mayormente hacia Estados Unidos y España tras el asesinato de Rafael Trujillo, el dictador autoritario que gobernó entre 1930 y 1961.

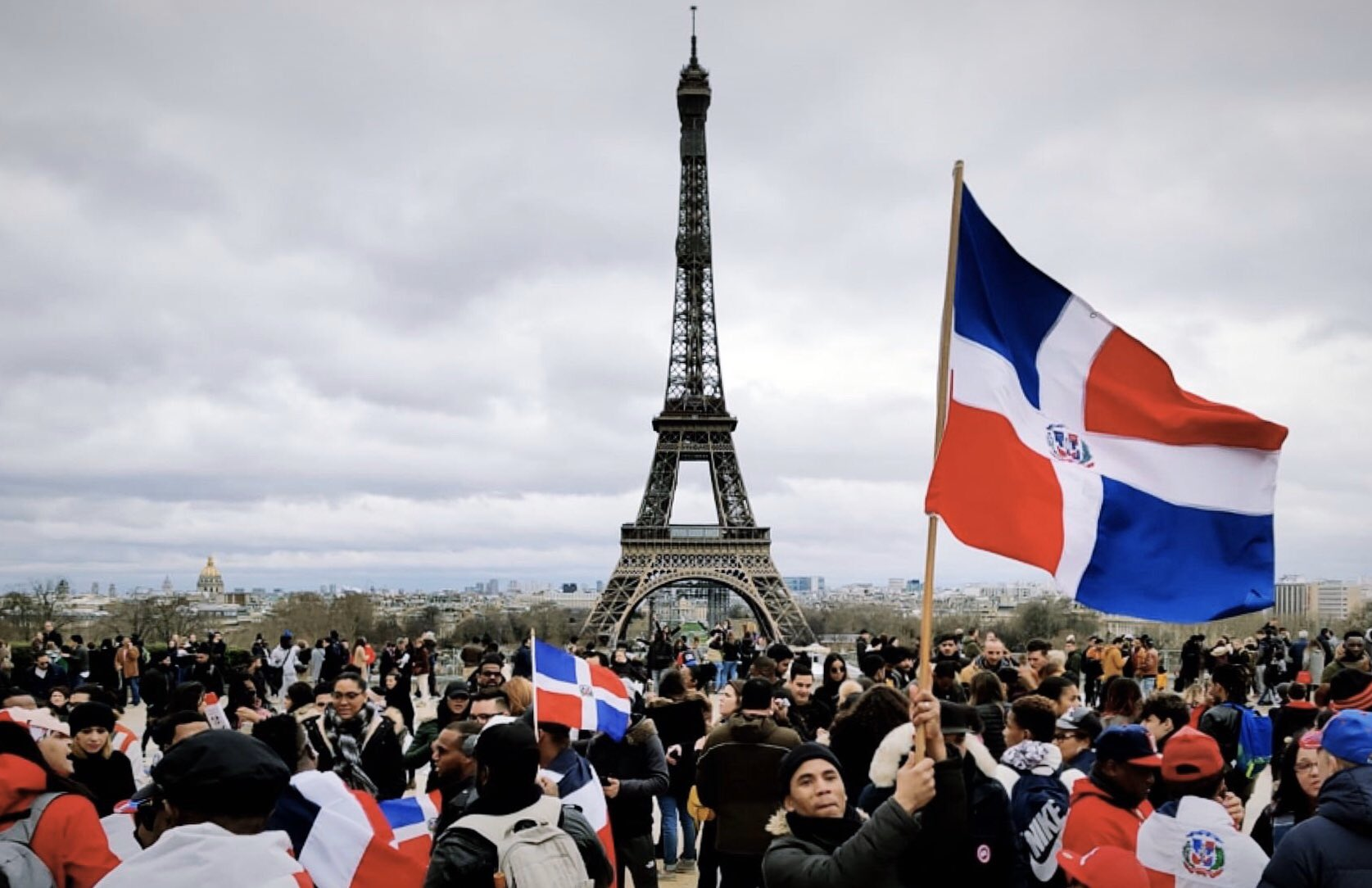
Dominicanos protestando en París, Francia.